# Turdus torquatus

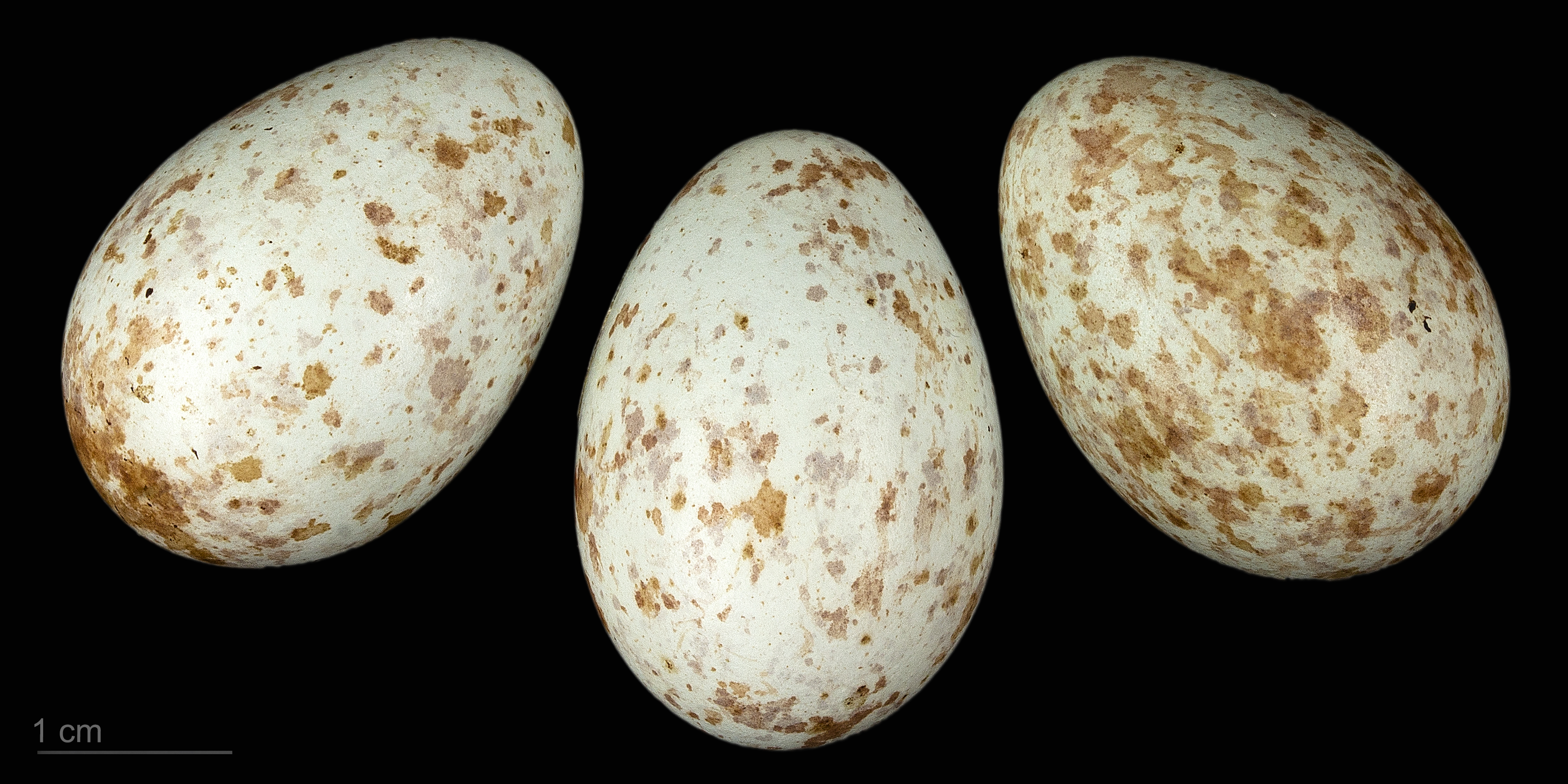
Turdus torquatus alpestris

Turdus torquatus là một loài chim trong họ Turdidae.